# Walter O'Brien
Pour le personnage de fiction inspiré de la vie de Walter O'Brien, voir Walter O'Brien (personnage).
Walter O'Brien, né le 24 février 1975 à Clonroche, est un informaticien et producteur irlandais, fondateur et PDG de la société informatique Scorpion Computer Services. Il est le producteur de la série télévisée Scorpion, qu'il prétend inspirée de sa vie,. Il affirme avoir un quotient intellectuel de 197 et avoir piraté la NASA à l'âge de treize ans. Cependant, il n'a jamais produit la preuve du QI qu'il affirme posséder, et son récit comporte de nombreuses incohérences.

## Jeunesse

### Enfance et éducation
Walter O'Brien naît de Maurice et Anne O'Brien à Clonroche, dans le Comté de Wexford en Irlande. Walter O'Brien est le second d'une fratrie de cinq enfants qui grandissent dans une ferme. Il fréquente l’école nationale St. Patrick à Clonroche jusqu’à ce que sa famille déménage à Rosshaven quand il a treize ans. Il étudie ensuite à la St. Mary's Christian Brothers School à Enniscorthy. Un de ses professeurs de l'école primaire lui fait passer un test de quotient intellectuel, il obtient le score faramineux de 197 mais il n'aurait gardé aucune trace administrative.
Techdirt et The Irish Times écrivent qu'un score de 197 au test de QI dans l'enfance de Walter O'Brien n'indique pas nécessairement une intelligence exceptionnelle à l'âge adulte parce que le score a été normalisé en fonction de son âge,. Mike Masnick ajoute que les listes du « top des QI » disponibles en ligne sont toutes différentes et qu'aucune ne contient le nom de Walter O'Brien. Susan Karlin se demande pourquoi, puisque O’Brien utilise son QI d’enfance dans le cadre de son auto-marketing, il n'a pas repassé le test élaboré par Mensa afin que son score puisse être confirmé.
Après avoir obtenu son certificat de fin d’études au St Kieran’s College de Kilkenny, O'Brien étudie à l'université du Sussex, où il obtient une licence en informatique et en intelligence artificielle,.

### Intérêt précoce pour les ordinateurs
Selon le New Ross Standard, un journal local de la région de Walter O'Brien, il développe son intérêt pour les ordinateurs lorsque son école primaire propose des cours d'informatique. Son père lui offre un élevage en guise de paiement pour travailler à la ferme, qu'il finit par vendre pour acheter son premier ordinateur personnel Amstrad à l'âge de neuf ans, vers 1984.
D'autres sources affirment qu'il s'est intéressé à la technologie à l'âge de douze ans, quand ses parents lui ont acheté son premier ordinateur.
O'Brien a déclaré que lorsqu’il avait treize ans, en 1988, il aurait piraté le système informatique de la NASA sous le pseudonyme de “Scorpion”.
Dans une interview avec Silicon Republic, un site internet irlandais sur la technologie, O'Brien affirme que la NASA a saisi Interpol pour intervenir chez lui après le piratage. Il aurait dit aux agents qu'il dévoilerait toutes les vulnérabilités dans le système de sécurité, en échange de l'abandon de toute poursuite judiciaire. Selon Walter O'Brien, il avait un document d'extradition dans son sac à dos, mais il ne pouvait pas fournir plus de détails sur l'entente conclue en raison des accords de confidentialité.
Le tabloïd français Téléstar rapporte qu’il n’y a aucune trace du piratage présumé de la NASA. Techdirt souligne que le département de la Sécurité intérieure, dont un commando encercle la maison de la famille d'O'Brien dans la série télévisée Scorpion produite par CBS, n’existait pas au moment du prétendu piratage.
Walter O'Brien a également été membre de l’équipe irlandaise qui a participé aux Olympiades internationales d'informatique de 1993. L'université dont il est diplômé montre que lui et son équipe sont arrivés à la 90e place sur 250.